# Seznam skotských spisovatelů
Seznam skotských spisovatelů je neucelený seznam spisovatelů, mající spojitost se Skotskem, řazených abecedně. Jsou zde zahrnuti autoři, kteří svá díla psali, nebo píšou v angličtině, skotštině, skotské gaelštině a latině.

## A
- Thomas Aird, (1802-1876)
- Alasdair MacMhaighstir Alasdair, (c.1695-1770)
- William Alexander, Earl of Stirling (c.1570-1640)
- Marion Angus
- Margot Asquith
- Sir Robert Ayton, (1570-1638)
- William Edmonstoune Aytoun, (1813-1865)

## B
- Lady Grizel Baillie, (1665-1746)
- RM Ballantyne (1825–1894)
- Iain Banks, (born 1954)
- John Barbour, (1316-1395)
- Sir James Matthew Barrie, (1860-1937)
- Alan Bissett (born 1975)
- William Black (1841-1898)
- Robert Blair, (1699-1746)
- George Blake
- James Boswell, (1740-1795)
- James Bridie
- Christopher Brookmyre (nar. 1968)
- George Douglas Brown
- John Buchan, 1st Baron Tweedsmuir, (1875-1940)
- James Burnett, (1714-1799)
- Peter Burnett, (nar. 1967)
- Robert Burns, (1759-1796)

## C
- Thomas Campbell
- Angus Peter Campbell
- Thomas Carlyle, (1795–1881)
- Catherine Carswell
- William Cleland
- Joe Corrie
- Samuel Rutherford Crockett, (1860–1914)
- A. J. Cronin, (1896–1981)
- Helen Cruickshank

## D
- Gavin Douglas
- Arthur Conan Doyle, (1859-1930)
- Andrew Drummond
- William Drummond of Hawthornden
- William Dunbar (c. 1460 – c. 1520)
- Jane Duncan
- Douglas Dunn, (born 1942)
- Dorothy Dunnett, (1923-2001)

## F
- Simon Farquhar
- Robert Fergusson
- Susan Edmonstone Ferrier
- John Fleming
- Andrew Fletcher (spisovatel) (1653-1716)

## G
- Janice Galloway, (nar. 1956)
- John Galt
- Robert Garioch
- Lewis Grassic Gibbon
- William Glen (nar. 1789)
- Janey Godley
- Robert Bontine Cunninghame Graham
- W. S. Graham
- Kenneth Grahame, (1859-1932)
- Elizabeth Grant
- Iain Grant
- Alasdair Gray, (nar. 1934)
- Alexander Gray, (1882-1968)
- Muriel Gray, (nar. 1959)
- Andrew Greig, (nar. 1951)
- Neil M Gunn, (1891-1973)

## H
- George Campbell Hay
- John MacDougall Hay
- Robert Henryson
- James Hogg, (1770-1835)
- John Home
- David Hume, (1711-1776)
- Mollie Hunter, (nar. 1922)
- Frances Mary Hendry, (nar. 1941)

## J,K
- Violet Jacob
- Quintin Jardine
- Robert Keith, (1681-1757)
- James Kelman
- James Peebles Ewing Kennaway
- A. L. Kennedy
- Jessie Kesson
- Frank Kuppner, (nar. 1951)

## L
- Andrew Lang, (1844-1912)
- Sir Thomas Dick Lauder, (1784-1848)
- David Lindsay, (1878-1945)
- Sir David Lindsay, (asi 1490-asi 1555)
- Douglas Lindsay, (nar 1964)
- Eric Linklater
- John Gibson Lockhart
- William Laughton Lorimer, (1885-1967)

## Mac/Mc
- Stuart MacBride
- Alexander McCall Smith
- Fionn MacColla
- Norman MacCaig
- J. McCullough
- Hugh MacDiarmid, (1892-1978)
- George Macdonald, (1824-1905)
- William Topaz McGonagall
- Alasdair Alpin MacGregor, (1899-1970)
- Kenneth McGuigan
- Duncan McIntyre
- Martainn Mac an t-Saoir
- John William Mackail
- Helen Clark MacInnesová, (1907-1985)
- Sorley MacLean, (1911-1996)
- Ken MacLeod
- Iain Finlay Macleod
- Henry Mackenzie
- Ian Maclaren
- Alistair MacLean
- Robert McLellan
- James Macpherson

## M
- Sir John Malcolm, (1769-1833)
- Gavin Maxwell
- Hugh Miller
- A.A. Milne
- Sir Edward Montague
- Edwin Morgan, (1920)
- Edwin Muir, (1887-1959)
- Charles Murray
- Denise Mina, Mystery Writer
- Peter May, Hebrides

## O
- Andrew O'Hagan, (born 1968)
- Carolina Oliphant, Lady Nairne
- Margaret Oliphant

## P
- Aileen Paterson
- Robert Pollok (1798?–1827)

## R
- Allan Ramsay
- Ian Rankin

## S
- Alexander Scott
- Michael Scott
- Sir Walter Scott
- William Sharp
- Nan Shepherd
- Samuel Smiles, (1812-1904)
- Adam Smith, (1723-1790)
- Ali Smith, (1962-)
- Sydney Goodsir Smith
- Tobias Smollett, (1721-1771)
- William Soutar
- Muriel Sparková, (nar. 1918)
- Robert Louis Stevenson, (1850-1894)
- Mary Stewartová
- Annie S Swan

## T
- Robert Tannahill, 1774-1810)
- Alistair and Henrietta Taylor
- Josephine Teyová, (1896-1952)
- Derick Thomson
- James Thomson
- Jeff Torrington (nar. 1935)
- Nigel Tranter
- Alexander Trocchi (1925-1984)
- Alexander Fraser Tytler, (1747-1813)
- Patrick Fraser Tytler, (1791-1849)

## U,V,W
- Sir Thomas Urquhart, (1611-1660)
- Jürgen Vsych
- Maurice Walsh
- Alan Warner, (nar. 1964)
- Molly Weir, (1910-2004)
- Tom Weir, (1914-2006)
- Irvine Welsh, (nar. 1961)
- John Wilson (Christopher North)